# Présidence de William McKinley
La présidence de William McKinley débuta le 4 mars 1897, date de l'investiture de William McKinley en tant que 25e président des États-Unis, et prit fin avec la mort de ce dernier, consécutive à un assassinat, le 14 septembre 1901. Membre du Parti républicain, McKinley entra en fonction après avoir remporté l'élection présidentielle de 1896 face au candidat démocrate William Jennings Bryan. Il l'emporta de nouveau sur Bryan quatre ans plus tard, à l'occasion du scrutin présidentiel de 1900. Après sa mort, le vice-président Theodore Roosevelt lui succéda à la Maison-Blanche.
La présidence de McKinley fut le point de départ d'une nouvelle ère dans l'histoire politique américaine, qualifiée de « quatrième système des partis » ou d'« ère progressiste », qui s'étendit du milieu des années 1890 jusqu'au début des années 1930. À l'échelle nationale, cette période fut essentiellement dominée par le Parti républicain. Durant la campagne de 1896, McKinley avait défendu une « monnaie saine » et promis que des droits de douane élevés restaureraient la prospérité. En politique intérieure, son mandat fut marqué par l'adoption du tarif Dingley de 1897 pour protéger les fabricants et les ouvriers d'usine de la concurrence étrangère, la loi sur l'étalon-or de 1900, une forte croissance économique et une baisse des conflits liés au monde du travail. 
L'une des grandes affaires de la présidence de McKinley fut la guerre hispano-américaine. À la suite du soulèvement de Cuba contre le régime colonial espagnol, dont le caractère répressif s'était accentué depuis un certain temps, les Américains sympathisèrent avec la cause des insurgés et réclamèrent une intervention pour mettre fin au conflit. L'administration McKinley tenta de convaincre l'Espagne de libéraliser son régime mais les négociations échouèrent et une guerre éclata entre Washington et Madrid. La victoire américaine fut rapide et décisive : les États-Unis occupèrent temporairement Cuba qui se vit promettre l'indépendance, mais l'île demeura sous contrôle de l'U.S. Army pendant toute la durée de la présidence de McKinley ; par ailleurs, Guam et Porto Rico basculèrent dans le giron américain. 
Le statut des Philippines fut un autre enjeu central de l'élection de 1900, les démocrates étant opposés à la présence américaine dans cet archipel. McKinley considérait néanmoins que la défense des intérêts américains dans cette zone était primordiale et les Philippines vécurent sous la tutelle des États-Unis jusque dans les années 1940. En 1898, le président favorisa l'annexion de la république d'Hawaï dont les habitants, contrairement aux terres précédemment citées, bénéficièrent de la citoyenneté américaine. La politique étrangère de McKinley déboucha ainsi sur la création d'un vaste empire d'outre-mer qui confirma l'appartenance des États-Unis au cercle des grandes puissances mondiales.
À la lumière de son bilan en politique intérieure et extérieure, les historiens classent généralement McKinley comme un président « supérieur à la moyenne ». Lewis L. Gould affirme que McKinley fut « le premier président moderne » :

« Il fut un leader politique qui confirma la prédominance des républicains en tant que parti majoritaire de la nation ; il fut l'architecte de changements majeurs en matière de politique étrangère ; enfin, il contribua d'une façon significative à l'évolution de la présidence moderne. C'est sur la base de ces réalisations qu'il peut sérieusement prétendre à être considéré comme une figure importante de l'histoire des États-Unis. »